# 16 regras do esperanto
O esperanto é uma língua artificial que segue o modelo gramatical das línguas naturais, mas que tenta evitar parte das suas dificuldades simplificando a gramática, evitando exceções e fixando regras o mais claramente possível.
Essas 16 regras gramaticais do Esperanto foram publicadas inicialmente em russo, no primeiro livro de Esperanto conhecido por Unua Libro, em 26 de Julho de 1887 por L.L. Zamenhof – pai iniciador da língua projetada para ser uma língua internacional de comunicação. Depois foi exprimida no livro Fundamento de Esperanto, que é um livro de L. L. Zamenhof, publicado em 1905, contendo a primeira edição em Russo do Unua Libro e as quatro traduções que se seguiram (francês, inglês, alemão e polonês).
As regras gramaticais estão na ordem que Zamenhof as preparou quando lançou seu primeiro livro de Esperanto. Essas regras são a base do Esperanto tão amplamente enriquecido no dias atuais. É necessário conhecer e depois aprofundar nos estudos da gramática.

## As 16 regras do esperanto
1. O esperanto só tem o artigo definido la (o, a, os, as), igual para todos os gêneros, números e casos; logo não possui artigo indefinido.
2. Os substantivos acabam em -o. Para formar o plural adiciona-se um -j. A língua tem apenas dois casos: nominativo e acusativo. O último forma-se acrescentando um -n ao nominativo. Os demais casos formam-se com preposições: o genitivo com de (de), o dativo com al (a, para), o ablativo com kun (com) ou com outras preposições, segundo o sentido.
3. Os adjetivos acabam em -a. Seus casos e números formam-se como nos substantivos. O grau comparativo forma-se com o adjetivo da palavra pli (mais), e o superlativo com a palavra plej (o mais). O "que" do comparativo traduz-se por ol, e o "de" do superlativo por el.
4. Os adjetivos numerais cardinais são invariáveis: unu (1), du (2), tri (3), kvar (4), kvin (5), ses (6), sep (7), ok (8), naŭ (9), dek (10), cent (100), mil (1000). As dezenas e centenas formam-se pela simples reunião dos mencionados numerais. Aos adjetivos numerais cardinais adiciona-se a terminação -a do adjetivo, para formar os numerais ordinais; obl para os múltiplos; on para os fracionários; op para os coletivos. Po antes dos cardinais forma os distributivos.
5. Os pronomes pessoais são: mi (eu), ci (tu), li (ele), ŝi (ela), ĝi (ele, ela, para animais ou coisas), si (se, si, reflexivo), ni (nós), vi (você, vós, vocês), ili (eles, elas), oni (se, um). Adicionando-lhes a terminação -a do adjetivo, forma-se os adjetivos ou pronomes possessivos. Os pronomes declinam-se como substantivos.
6. O verbo é invariável nas pessoas e nos números. O presente remata em -as, o passado em -is, o futuro em -os, o condicional em -us, o imperativo em -u e o infinitivo em -i. Os particípios ativos são: em -ant o de presente, em -int o de passado e em ont o de futuro. Os particípios passivos: em -at o de presente, en -it o de passado e em -ot o de futuro. A voz passiva forma-se com o verbo esti (ser, estar) e o particípio passivo do verbo que se conjuga. O "de" ou o "por" do ablativo agente traduzem-se por de.
7. O advérbio termina em -e. Seus graus de comparação formam-se como os do adjetivo.
8. Todas as preposições regem, por si mesmas, o nominativo.
9. Todas as palavras são pronunciadas da mesma forma como são escritas.
10. O acento tônico cai sempre sobre a penúltima sílaba.
11. As palavras compostas formam-se pela simples união dos elementos que as formam. Nelas a palavra fundamental aparece sempre no fim. Afixos e terminações são considerados palavras.
12. Se na frase já houver uma palavra negativa, elimina-se o advérbio ne (não).
13. A palavra que indica o lugar aonde se vai leva a terminação do acusativo (-n).
14. Toda preposição tem, em esperanto, um sentido invariável e bem determinado, que fixa seu emprego. Porém, quando o sentido que queremos exprimir não indica com toda claridade que preposição devemos empregar, usaremos a preposição je, que não tem significado próprio. Esta regra não afecta a claridade, pois em tais casos, todas as línguas empregam qualquer preposição, sem mais normas que o costume. Em vez de je, pode-se empregar também o acusativo, se não criar ambiguidade.
15. As palavras "estrangeiras", ou seja, aquelas que a maior parte das línguas têm tirado duma mesma origem, não sofrem alteração ao passar ao esperanto, mas adotam a sua ortografia e as suas terminações. Porém, das distintas palavras derivadas duma mesma raiz, é preferível empregar inalterada somente a palavra fundamental, e formar as demais segundo as regras do esperanto.
16. As terminações -a do artigo e -o do substantivo em singular podem suprimir-se, substituindo-as pelo apóstrofo.

 Lição 11ª, página 87, As regras fundamentais do Esperanto em: Esperanto para um mundo moderno– Adonis Saliba.  Lição 19ª, página 183, As 16 regras fundamentais da língua Esperanto em: Esperanto sem mestre- Francisco Valdomiro Lorenz.  16 Regras do Esperanto - Wikipédia